# Tärna distrikt, Lappland
Tärna distrikt är ett distrikt i Storumans kommun och Västerbottens län. Distriktet ligger omkring Tärnaby och Hemavan i södra Lappland och gränsar till Norge. 

## Tidigare administrativ tillhörighet
Distriktet inrättades 2016 och utgörs av socknen Tärna i Storumans kommun.
Området motsvarar den omfattning Tärna församling hade 1999/2000.

## Tätorter och småorter
I Tärna distrikt finns två tätorter men inga småorter.

### Tätorter
- Hemavan (sydsamiska: Bïerke)
- Tärnaby (sydsamiska: Dearna)